# 정우석
정우석 (1970년 8월 27일 ~ )은 한국의 남자 성우이자 배우다. 2000년 투니버스 4기 공채 성우로 데뷔했다. 본명인 정명준으로도 활동하고있다.

## 주요 활동작

### 애니메이션
※ 전체 출연작은 홈페이지를 참조
- 헤이 아놀드(재능TV) - 해롤드
- A.D 폴리스(투니버스)
- GTO(투니버스) - 테시가와라 스구루
- 가정교사 히트맨 리본(투니버스) - 스페르비 스쿠알로
- 건방진 천사(투니버스) - 후지키
- 건퍼레이드 마치(애니맥스) - 타키가와 요헤이
- 고쿠센(투니버스) - 노다 타케시
- 교향시편 유레카7(애니맥스) - 문 도기/죱스(잡스)
- 그 남자 그 여자(투니버스) - 검도부 주장
- 꼬마돼지 헉슬리(투니버스) - 쌤
- 꼬마여신 카린(카툰네트워크) - 카라스마 키리오
- 꽃보다 남자(투니버스) - 토마스
- 나루토(투니버스) - 나라 시카마루 / 카이자 / 수험생 2
- 나루토 질풍전(투니버스) - 나라 시카마루
- 나의 지구를 지켜줘!(투니버스) - 중재
- 나의 파트라슈(투니버스) - 파트라슈
- 날아라! 호빵맨(투니버스)
- 날아라! 호빵맨 TV 스페셜 무지개 피라미드(투니버스) - 무지개 왕자
- 신비아파트: 고스트볼의 비밀(투니버스) - 시온
- 신비아파트 고스트볼 더블X(투니버스) - 추파카브라/부활한 시온, 웬디카브라
- 신비아파트 고스트볼Z(투니버스) - 번개 추파카브라
- 닌자펭귄 땡글이(투니버스) - 바람의 늑대
- 다!다!다!(투니버스) - 황보민(야마무라 미즈키) / 선생님
- 달려라! 바우 TV 스페셜(투니버스)
- 더 파이팅(투니버스) - 김건태(코바시 켄타)
- 데스노트(애니원) - 미카미 테루
- 드래건 드라이브(투니버스) - 타이요
- 드래곤 볼 극장판3 손오공의 신기한, 대모험(투니버스)
- 드래곤볼 Z TV 스페셜(투니버스)
- 드래곤볼 Z 극장판2 세상에서 제일 강한 자(투니버스) - 철각인
- 드래곤볼 Z 2부(투니버스) - 가슈
- 드래곤볼GT(투니버스) - 돌터키 / 비스
- 디지몬 어드벤쳐 스페셜(투니버스) - 태일 아빠
- 디지몬 어드벤쳐 스페셜 OUR WAR GAME(투니버스) - 텐타몬
- 디지몬 프론티어 TV 스페셜(투니버스) - 디노휴몬
- 따끈따끈 베이커리 (투니버스) - 남궁카이
- 떴다! 럭키맨(투니버스) - 나스타(슈퍼스타맨)(전기) / 선생님 / 마네킹맨
- 레이브(투니버스) - 소라시도 / 데몬카드 4(35화) / 남자 1(39화) / 포병 2(40화)
- 로도스도 전기 영웅기사전(투니버스) - 가루람
- 로도스도 전기 OVA(투니버스)
- 로봇전사 감마(투니버스)
- 록맨 에그제 엑세스(투니버스) - 플래시맨
- 루팡 3세-콜럼부스 파일(투니버스)
- 마법의 스테이지 팬시라라(투니버스) - 오자상 선생님
- 마법천사 루비(투니버스) - 스티브
- 마스터 키튼(투니버스) - 신스케 후나타(19화)
- 멀티렌서(투니버스)
- 메이저 2기(투니버스) - 문태성(코다마 켄타로)
- 메탈베이블레이드(투니버스) - 드래곤
- 명탐정 코난: 세기말의 마술사(투니버스) - 임은삼(나카모리 긴조)
- 명탐정 코난 : 베이커가의 망령(투니버스) - 잭 더 리퍼
- 명탐정 포와로와 마플(투니버스)
- 못 말리는 타잔(투니버스) - 사냥꾼2
- 무적왕 트라이제논(투니버스) - 진(마키노하라 진) / 경찰 3(2화)
- 무적코털 보보보(투니버스) - 파천황 / 민승 / 교사A(4화)
- 무적 철가방(투니버스) - 니시야마 칸쿠로
- 미도리의 나날(투니버스) - 사와무라 세이지
- 미소의 세상(투니버스) - 호랑나비(부하 고양이 1)
- 바람을 본 소년(투니버스)
- 바이스 크로이츠(투니버스) - 남궁영재 / 철준 / 강우
- 배틀짱(투니버스) - 사노이
- 블리치(투니버스) - 아바라이 렌지
- 서쪽의 착한 마녀(애니맥스) - 로트 크리스버드
- 사이버시티 오에도 808(투니버스)
- 선계전 봉신연의(투니버스) - 고우건
- 소년탐정 김전일 2 - 마신 유적 살인사건(투니버스) - 최대윤
- 소년탐정 김전일 2 - 묘지섬 살인사건(투니버스) - 김다훈
- 소년탐정 김전일 2 - 살의의 레스토랑(투니버스) - 범인
- 소년탐정 김전일 2 - 상하이 인어전설 살인사건(투니버스) - 왕민달
- 소년탐정 김전일 2 - 웨스턴 호텔 살인사건(투니버스) - 도원재
- 소년탐정 김전일 2 - 은막의 살인귀(투니버스) - 김태형
- 소년탐정 김전일 2 - 이사무 형사의 비밀 FILE2(투니버스) - 한영수
- 소년탐정 김전일 2 - 카멜 경장의 화려한 추리(투니버스) - 차태식
- 소년탐정 김전일 2 - 컴퓨터 산장 살인사건(투니버스) - 포와로
- 소년탐정 김전일 2 - 프랑스 은화 살인사건(투니버스) - 민현식
- 소년탐정 김전일 극장판 - 죽음의 딥블루(투니버스) - 한준섭(최한이)
- 솔티레이(애니맥스) - 유토
- 스타오션 EX(투니버스)
- 스피릿 오브 원더 - 미스 차이나(투니버스)
- 스피릿 오브 원더 - 소년과학클럽(투니버스)
- 시티헌터 TV 스페셜95 - 특별 경호원(투니버스)
- 신기동전기 건담 W(투니버스)
- 신세기 사이버 포뮬러 SIN(투니버스)
- 신세기 사이버 포뮬러(투니버스)
- 신의 괴도 잔느(투니버스) - 강민우(토우다이지 스바루)
- 심술 고양이 가필드(재능)
- 아이실드 21(챔프) - 타키 나츠히코
- 아즈망가대왕(투니버스) - 나라(치요) 아빠
- 에어기어(애니맥스) - 미나미 이츠키
- 에어마스터(투니버스) - 닌자(오가타 쿠지)
- 엑스 드라이버(투니버스) - 오퍼레이터
- 오란고교 사교클럽(투니버스) - 카사노다 리츠
- 오프 사이드(스페이스 툰) - 박상진
- 우주인 타로(투니버스) - 대따나파이티
- 은장기공 오디안(투니버스) - 준오
- 이누야샤 첫 번째 극장판:시대로 초월한 마음(투니버스) - 메노우마루
- 이트맨(이트맨98/투니버스) - 더그(4화) / 조르민(4화) / 테일러(10화)
- 자이언트 로보(투니버스) - 해진 / 레드
- 작은 눈의 요정 슈가(투니버스) - 하몬드
- 전설의 마법 쿠루쿠루 TV 스페셜(투니버스)
- 정글은 언제나 맑음 뒤 흐림(투니버스) - 굽타
- 정글은 언제나 맑음 뒤 흐림 디럭스(투니버스) - 굽타
- 정글은 언제나 맑음 뒤 흐림 FINAL(투니버스) - 굽타 / 처키 / 남자2(12화)
- 조이드(투니버스) - 메텔리히(19화) / 힐츠(35화) / 부관(51화) / 병사1(43화)
- 지구방위가족(투니버스)
- 짱구는 못말려 - 부리부리왕국의 보물(챔프) - 세리
- 천방지축 이나탁구부(투니버스) - 원반
- 체포하겠어!(투니버스)
- 체포하겠어! 2(투니버스)
- 최유기 Reload Gunlock(투니버스) - 헤이젤
- 출동! 119 구조대(투니버스) - 사동민
- 침략 오징어 소녀(투니버스) - 마파람 점장
- 카레이도 스타(투니버스) - 유리 키리안 / 단원 4(41화) / 단원 2(42화)
- 쾌걸 근육맨 2세(투니버스) - 가젤맨, 죽음의 신호등, 제트맨
- 크게 휘두르며(애니맥스) - 타카세 쥰타
- 클램프 학원 탐정단(투니버스) - 민교수
- 키바(챔프),(애니박스) - 휴
- 탐정학원 Q(투니버스) - 시라미네
- 트랜스포머 사이버트론(챔프) - 메가 스타스크림 / 서프림 스타스크림
- 트윈 스피카(투니버스) - 이시훈
- 파워 디지몬 TV 스페셜 2기 - 디아블로몬의 역습(투니버스) - 텐타몬
- 파워레인저 다이노썬더 (투니버스) - 타이(다이노 블루)
- 파워레인저 캡틴포스 (챔프) - 타이
- 파푸아(투니버스) - 미야기
- 풀 메탈 패닉 후못후(투니버스) - 카자마 신지 / 츠바키 잇세이(5화) / 마이애미 본타(10화)
- 하얀마음 백구(투니버스)
- 학교괴담(투니버스) - 다빈치, 목없는 사나이
- 행복한 세상의 족제비(투니버스) - 이기정 / 레스토랑 점장 / 택배원
- 헬싱(투니버스) - 레이프(2화)
- 페콜라(MBC) - 메로니
- 프리큐어 Splash Star(챔프) - 화이어 룬바
- 트랜스포머 갤럭시포스(챔프) - 메가 스타스크림
- 슈팅 바쿠간(투니버스) - 스펙트라 / 퍼시벌
- 원더풀 데이즈(KBS) - 대장간 노인
- 파워스톤(애니맥스) - 료마
- 집없는 곰 텐저린(애니박스) - 루이 / 수집가
- 돌아온 우주보안관 장고(애니박스) - 텍스헥스
- 수퍼멍멍이 레츠고 테피(카툰네트워크) - 할아버지 / 태극
- 해피 럭키 깜짝맨(카툰네트워크) - 파란머리신
- 엽기삼국지(XTM) - 유비
- 심술고양이 가필드(재능TV)
- 캡틴 날개(스페이스툰) - 노장수
- 오프사이드(스페이스툰) - 박상진
- 메이저 극장판 - 우정의 강속구(투니버스) - 김건형
- 지옥소녀(애니맥스) - 유코 아빠
- 택틱스(애니맥스) - 하스미
- 명탐정 코난(투니버스) - 제주서형사
- 이트맨 98(투니버스)
- 츠바사 크로니클(투니버스) - 마을 남자
- 음양대전기(투니버스) - 기리히토
- 록맨 에그제 스트림(투니버스) - 플래시맨
- 사무라이 참프루(투니버스) - 단속반2
- 몬스터(투니버스) - 크리스토프
- 나루토 질풍전 극장판 - 블러드 프리즌(투니버스) - 시카마루
- 아가사 크리스티의 명탐정 포와로와 마플(투니버스) - 프랭클린 클라크
- 멜티랜서(투니버스)
- 나루토 질풍전 극장판(인연) - 숙명의 재회 (투니버스) - 시카마루
- 나루토 SD - 록 리의 청춘 닌자전 (투니버스) - 시카마루
- 크로스파이트 비드맨 (투니버스) - 드라제로스 / 류 / 피콕
- 탐험 드리랜드 (투니버스) - 베르거
- 웨딩피치 (투니버스) - 해머
- 부그와 엘리엇2 - 버디
- 더 라스트: 나루토 더 무비 - 나라 시카마루

### 게임
- 진·삼국무쌍 3, 4 - 사마의
- 타르타로스 온라인 - 슈발만 / 아이템 제작 장인 / 파브 / 왕국기사단장
- 007 제임스 본드: 퀀텀 오브 솔러스 - 용병 등
- 반지의 제왕 - 어둠의 제국 앙그마르 - 프로도
- 월드 오브 워크래프트
- 삼국지 온라인
- 헤일로2 (XBOX)
- 헤일로3 (XBOX 360) - 그런트4
- 액션로망 범피 트롯 (PS2) - 바질
- 천랑열전

### TV 드라마
- 《모래시계》 (SBS)
- 《야인시대》 (SBS) - 김영삼 역
- 《영웅시대》 (MBC) - 김영삼 역
- 《여인들》
- 《흐르는 강물처럼》 (SBS)
- 《닥터 깽》 (MBC) - 의사 역
- 《미남이시네요》 SBS) - 진행자 역
- 《파스타》 (MBC) - 의사 역
- 《유령》 (SBS) - TV뉴스 아나운서 역
- 《반짝반짝 빛나는》 (MBC) - 검사 역
- 《당신이 잠든 사이》 (SBS) - 의사 역
- 《여인의 향기》 (SBS) - 변호사 역
- 《로맨스 타운》 (KBS) - 호텔리어 역
- 《자이언트》 (SBS)
- 《유리의 성》 (SBS)
- 《꽃보다 남자》 (KBS)
- 《시티홀》 (SBS)
- 《지붕뚫고 하이킥》 (MBC)
- 《온에어》 (SBS) - 오승아와 계약하려는 남자 역
- 《제5공화국》 (MBC) - 김정택 역
- 《청담동 앨리스》 (SBS) - 아르테미스 코리아 임원 역
- 《학교 2013》 (KBS2) - 감사위원 역
- 《백년의 유산》 (MBC) - 면접관 역
- 《더 이상은 못 참아》 (JTBC)
- 《그 겨울 바람이 분다》 (SBS)
- 《잘났어, 정말!》 (MBC)
- 《특수사건 전담반 TEN 2》 (OCN) - 의사 역
- 《그녀의 신화》 (JTBC) - 김종욱의 비서 역
- 《별에서 온 그대》 (SBS) - 강 대표 역
- 《너희들은 포위됐다》 (SBS) - 검사 역
- 《빅맨》 (KBS) - 변호사 역
- 《오만과 편견》 (MBC) - 변호사 역
- 《미녀의 탄생》 (SBS) - 변호사 역
- 《닥터 프로스트》 (OCN) - 검사 역
- 《그대가 꽃》 (KBS) - 유병욱 역
- 《이혼변호사는 연애중》 (SBS) - 간동재에게 모델을 소개받은 남자 역
- 《복면검사》 (KBS)
- 《이브의 사랑》 (MBC) - 배 팀장 역
- 《너를 기억해》 (KBS2) - 의사 역
- 《징비록》 (KBS1) - 명나라사신 담종인 역
- 《라이더스: 내일을 잡아라》 (E채널 & 드라마큐브)
- 《내일도 승리》 (MBC) - 고상훈 변호사 역
- 《동네변호사 조들호》 (KBS)
- 《워킹 맘 육아 대디》 (MBC) - 박혁기 지인 역
- 《몬스터》 (MBC)
- 《쇼핑왕 루이》 (MBC)
- 《사랑이 오네요》 (SBS)
- 《불야성》 (MBC)
- 《보이스》 (OCN)
- 《김과장》 (KBS2) - 장석현 변호사 역
- 《돌아온 복단지》 (MBC)
- 《맨투맨》 (JTBC)
- 《훈장 오순남》 (MBC) - 방광식 역
- 《조작》 (SBS)
- 《구해줘》 (OCN) - 목사 역
- 《내 남자의 비밀》 (KBS2)
- 《언니는 살아있다》 (SBS)
- 《변혁의 사랑》 (TVN) - 변혁 측 변호사 역
- 《블랙》 (OCN)
- 《너의 등짝에 스매싱》 (TV조선) - 투자자 역
- 《투깝스》 (MBC) - 변호사 역
- 《해피시스터즈》 (SBS) - 윤예은 측 변호사 역
- 《미스티》 (JTBC) - 호텔리어 역
- 《리턴》 (SBS) - 검사 역
- 《마성의 기쁨》 (iHQ DRAMA & MBN) - 만년필 가게 직원 역
- 《신의 퀴즈 : 리부트》 (OCN) - 민병태 역
- 《죽어도 좋아》 (KBS)
- 《강남 스캔들》 (SBS) - 유은성 역
- 《트랩》 (OCN)
- 《배가본드》 (SBS) - 원세병원 의사 역
- 《날 녹여주오》 (tvN) - 유우전 역
- 《포레스트》 (KBS2) - 신준영 역

### 영화 출연
- 가문의 영광 - 배우로 출연
- 결혼은 미친 짓이다(SBS) - 배우로 출연
- 김씨 표류기 - 앵커(민방공훈련)
- 천하장사 마돈나 - 씨름대회장 캐스터(배우로 출연)
- 썸 - 김 과장(배우로 출연)
- 눈

### 영화 더빙
- 레드 플래닛(SBS) - 우주복 음성(닐 로스)
- 턱시도(SBS) - 과학자(스캇 야프)
- 와사비(SBS) - 일본 은행 직원(스테판 네렛) / 유미의 친구(시부카와 키요히코)
- 신투첩영(SBS)
- 처음 만나는 자유(SBS)

### 특촬물 및 실사 드라마
- 명탐정 코난 드라마스페셜 - 괴조 전설의 수수께끼(투니버스) - 천영민
- 가면라이더 파이즈(투니버스) - 유지 (이즈미 마사유키) / 남자

### 방송
- 공통점을 찾아라 (SBS) - 2008년 7월 4일 출연

### 기타
- 서울특별시, 경기도 일부 지역 등의 시내버스 정류장 광고 안내방송